# آنکه در پایان می‌خندد
آنکه در پایان می‌خندد (انگلیسی: He Laughs Last) یک فیلم کمدی صامت کوتاه آمریکایی به کارگردانی جس رابینز است که در سال ۱۹۲۰ منتشر شد. از بازیگران این فیلم می‌توان به اولیور هاردی و جیمی اوبری اشاره کرد.